# Magnum Rafael Farias Tavares
Magnum Rafael Farias Tavares (Belém, 24 de março de 1982) é um ex-futebolista brasileiro que atuava como meio-campista.

## Carreira
Revelado na categoria de base da Tuna Luso Brasileira, chegou ao Paysandu com 17 anos, onde participou do acesso à Série A em 2001, do título da Copa dos Campeões e, apesar de estar no elenco em 2003, acabou não disputando a Libertadores da América com a camisa alviceleste.
No final de 2003, se transferiu para o Vitória, onde atuou entre 2004 e 2005.
Vinculado ao Iraty, em 2006 foi emprestado por um ano ao Santos. Naquele ano, participou da campanha do título paulista de 2006. Durante o Brasileiro daquele ano, se transferiu para o Kawasaki Frontale, do Japão. No Peixe, atuou por oito meses, participando de 24 jogos anotando 4 gols.
Em 2006 e 2007, atuou pelo Kawasaki Frontale, onde foi vice-campeão japonês em seu ano de estreia. Estreou pelo clube em 19 de julho de 2006, na Rodada 13 da J League, contra o Kashima. No dia 26 do mesmo mês, na rodada 15, marcou seu primeiro gol pelo clube, contra o Gamba Osaka.
Entre 2008 e 2010, atuou pelo Nagoya Grampus, também do Japão, onde foi campeão japonês em 2010, além de quarto-colocado na Liga dos Campeões da AFC de 2009.
Em 2011, passou ainda pelo Ulsan Hyundai, da Coréia do Sul.
Em 2011, voltou ao Brasil para atuar no São Caetano na disputa da Série B.
Em 12 de janeiro de 2012, se transferiu para o Remo. Na partida entre Remo e Águia, pela semifinal do Campeonato Paraense, foi afastado por seis jogos pelo TJD. Seu contrato com o clube encerrou em maio daquele ano e não foi renovado.
No início de 2013, acertou com o Vila Nova.
Depois de superar problemas com álcool e a depressão que viveu entre 2013 e 2015, Magnum decidiu viver uma vida missionária.
Em 2015, atuou pelo Volta Redonda e foi titular em boa parte do Campeonato Carioca.
Em 2016, disputa a Série C do Brasileirão pelo Macaé.

### Títulos
Paysandu[carece de fontes?]
- Copa dos Campeões: 2001

Vitória[carece de fontes?]
- Campeonato Baiano: 2004, 2005

Santos
- Campeonato Paulista: 2006[13]

Nagoya Grampus[carece de fontes?]
- Campeonato Japonês: 2010